# Muscardinus avellanarius
Il moscardino (Muscardinus avellanarius (Linnaeus, 1758)) è un roditore, appartenente alla famiglia Gliridae, che vive prevalentemente in Europa e in Asia Minore.

## Descrizione
Il moscardino, chiamato anche nocciolino, può raggiungere i 10 cm di lunghezza e i 16 cm se si considera anche la coda. La lunghezza del corpo varia in media tra i 6 e i 9 cm, mentre quella della coda varia tra i 5 agli 8 cm. Il mantello si presenta di colore bruno-rossiccio e può variare fino all'arancione-giallo, diventando più chiaro nella parte inferiore; la coda è lunga e completamente ricoperta di peli. Le orecchie sono piccole e non molto sviluppate, mentre gli occhi sono grandi e neri.
A fine autunno il moscardino mangia una grande quantità di cibo in modo da accumulare grasso di riserva e si scava un rifugio sotterraneo, dove si rannicchia a mo' di sfera per disperdere meno calore possibile e cade in letargo per tutto l'inverno durante il quale il suo ritmo cardiaco e respiratorio diminuiscono come pure la temperatura corporea.

## Distribuzione e habitat

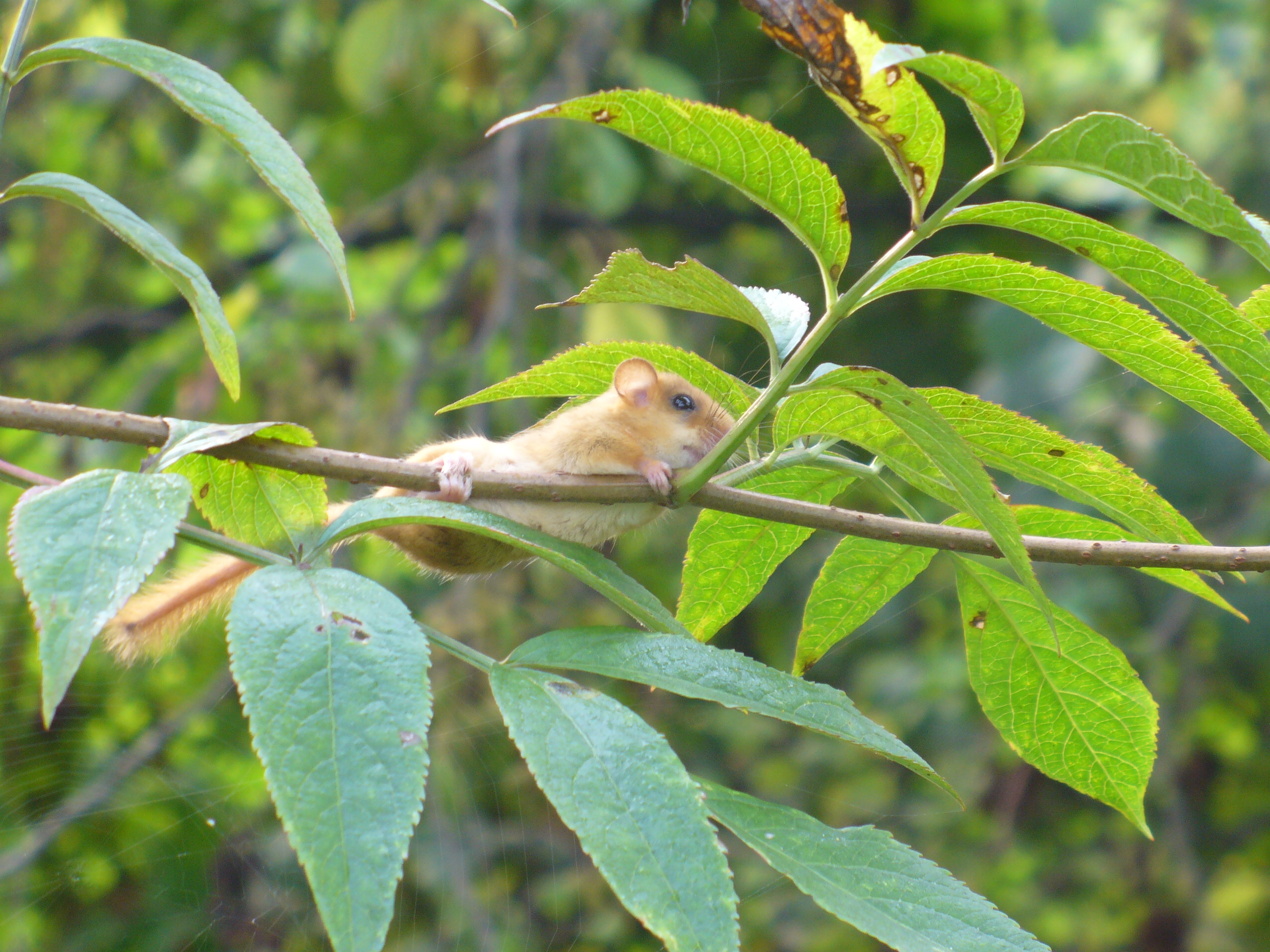
Esemplare di Moscardino fotografato nella campagna pavese

L'areale di questa specie comprende gran parte dell'Europa, dalla Francia ad ovest fino  agli Urali ad est; a nord si spinge sino alla Svezia, mentre il limite meridionale dell'areale è rappresentato dalla Grecia e dalla Turchia settentrionale. È inoltre presente nell'isola di Corfù. In Italia è abbastanza comune in quasi tutto il territorio tranne la Sardegna e la Sicilia occidentale.
Vive prevalentemente in piccoli gruppi sugli alberi e tra i cespugli dove costruisce dei nidi rotondi con foglie e muschio. È stato avvistato sia in pianura che in montagna sino ad un'altezza massima di 1500 metri.

## Alimentazione
Il moscardino si dedica al pasto nelle ore notturne, quando si ciba di frutta (soprattutto di nocciole e proprio da qui deriva il nome della specie, avellanarius, dove avellana significa appunto "nocciola"), bacche, ghiande e gemme, ma può mangiare anche piccoli insetti.

## Riproduzione

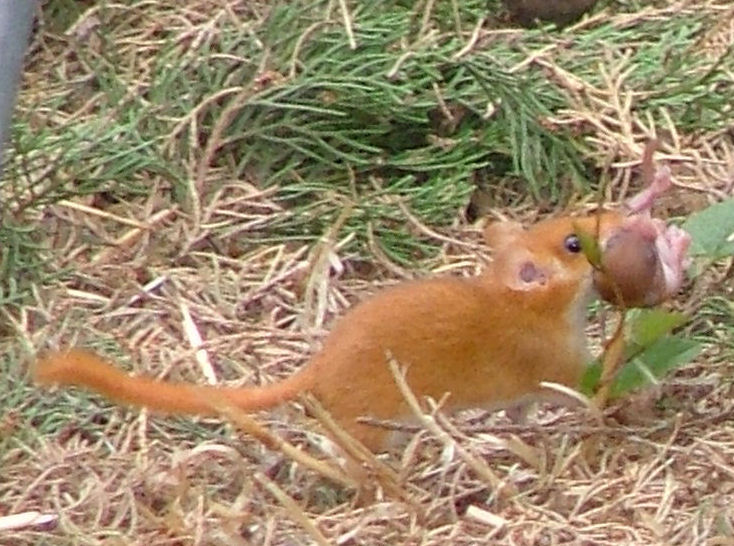
Femmina con piccolo

La riproduzione avviene d'estate, quando la femmina partorisce dai tre ai sette piccoli che nascono nudi e ciechi.

## Conservazione
Considerato il suo areale abbastanza ampio, ancorché frammentato, e la numerosità della popolazione, Muscardinus avellanarius è classificato dalla Lista rossa IUCN come una specie a basso rischio. È presente in Italia in diverse aree naturali protette.